# Club Atlético River Plate 1935
Questa voce raccoglie le informazioni riguardanti il Club Atlético River Plate nelle competizioni ufficiali della stagione 1935.

## Stagione
La stagione del debutto dell'ungherese Imre Hirschl in panchina, primo allenatore straniero della storia del club, vide la squadra classificarsi al quinto posto. La stagione iniziò con il successo sul Platense per 2-1 fuori casa; il 31 marzo, alla seconda giornata, arrivò la prima sconfitta, contro l'Estudiantes La Plata. Bernabé Ferreyra giunse al secondo posto in classifica marcatori con 25 reti, dietro ad Agustín Cosso con 33 gol.

## Maglie e sponsor
| Casa | Trasferta |

## Rosa
| N. |                      | Ruolo | Calciatore         |
| -- | -------------------- | ----- | ------------------ |
|    | Argentina (bandiera) | P     | Ángel Bossio       |
|    | Argentina (bandiera) | P     | Sebastián Sirni    |
|    | Argentina (bandiera) | D     | Joaquín Bezos      |
|    | Argentina (bandiera) | D     | Alberto Cuello     |
|    | Argentina (bandiera) | D     | Luis Gusberti      |
|    | Argentina (bandiera) | D     | Fioravanti Marullo |
|    | Argentina (bandiera) | D     | Teófilo Juárez     |
|    | Argentina (bandiera) | D     | Manuel Quiroga     |
|    | Argentina (bandiera) | D     | Ricardo Vaghi      |
|    | Argentina (bandiera) | D     | Luis Vassini       |
|    | Argentina (bandiera) | D     | Aarón Wergifker    |
|    | Argentina (bandiera) | C     | Roberto Albérico   |
|    | Argentina (bandiera) | C     | Norberto Maiola    |
|    | Argentina (bandiera) | C     | Esteban Malazzo    |
|    | Argentina (bandiera) | C     | Raúl Martínez      |
|    | Argentina (bandiera) | C     | José Minella       |
|    | Argentina (bandiera) | C     | Bruno Rodolfi      |

| N. |                      | Ruolo | Calciatore            |
| -- | -------------------- | ----- | --------------------- |
|    | Argentina (bandiera) | A     | Julio Castillo        |
|    | Argentina (bandiera) | A     | Aristóbulo Deambrossi |
|    | Uruguay (bandiera)   | A     | Pablo Dorado          |
|    | Argentina (bandiera) | A     | Bernabé Ferreyra      |
|    | Uruguay (bandiera)   | A     | Pedro Lago            |
|    | Uruguay (bandiera)   | A     | José Lamas            |
|    | Argentina (bandiera) | A     | Osvaldo Landoni       |
|    | Argentina (bandiera) | A     | Carlos Locasso        |
|    | Argentina (bandiera) | A     | Nazareno Luna         |
|    | Argentina (bandiera) | A     | José Manuel Moreno    |
|    | Argentina (bandiera) | A     | Carlos Moyano         |
|    | Argentina (bandiera) | A     | Adolfo Pedernera      |
|    | Argentina (bandiera) | A     | Carlos Peucelle       |
|    | Argentina (bandiera) | A     | Luis Rongo            |
|    | Argentina (bandiera) | A     | Gregorio Samaniego    |
|    | Argentina (bandiera) | A     | Jenaro Sosa           |

## Statistiche

### Statistiche di squadra
| Competizione     | Punti | Totale | Totale | Totale | Totale | Totale | Totale | DR  |
| Competizione     | Punti | G      | V      | N      | P      | Gf     | Gs     | DR  |
| ---------------- | ----- | ------ | ------ | ------ | ------ | ------ | ------ | --- |
| Primera División | 44    | 34     | 19     | 6      | 9      | 71     | 47     | +24 |
| Totale           | -     |        |        |        |        |        |        | -   |